# Fauvillers
Fauvillers é um município da Bélgica localizado no distrito de Bastogne, província de Luxemburgo, região da Valônia.

## História
Durante a Segunda Guerra Mundial, 10 de maio de 1940, o dia em que o início da ofensiva da Alemanha para o oeste, Fauvillers é tomada pelos alemães do regimento de infantaria Grossdeutschland5, tropas aerotransportadas que foram destinados (operação Niwi) de facilitar a progressão da 1ª Divisão Panzer durante a passagem da fronteira Bélgica-Luxemburgo, o que eles não conseguem por causa do tempo gasto atingir os seus objectivos.